# Censo chileno de 1885
El VI Censo Nacional de Población de Chile, fue realizado en el 26 de noviembre de 1885. Este Censo contempló los territorios ocupados tras el triunfo chileno en la Guerra del Pacífico, el departamento de Tacna y Arica y la zona de Tarapacá y Pisagua, además se suman Antofagasta (antes boliviana) y las colonias de Angol y Magallanes. 
En esta oportunidad, el apoyo comunicacional de los medios de prensa fue indispensable para el buen resultado de este levantamiento de información censal. Todos los periódicos de la nación comenzaron a difundir las normativas referentes al censo y como responder el cuestionario censal.
El resultado por primera vez fue exitoso, a raíz de esta experiencia, los intendentes y gobernadores de cada zona del país consideraron la solicitud de la Oficina Nacional de estadísticas y comenzaron a adoptar tempranamente los aprestos necesarios para el censo siguiente, y los sucesivos.

## Resultados generales
| Población total  | 2 490 104 | 100  |
| Total Hombres    | 1 245 355 | 50   |
| Total Mujeres    | 1 245 384 | 50   |
| Población Urbana | 1 053 404 | 42,3 |
| Población Rural  | 1 436 700 | 57,7 |

| Solteros | 1 668 369 | 67 |
| Casados  | 672 328   | 27 |
| Viudos   | 149 407   | 6  |

| Alfabetos           | 721 067   | 28,9 |
| Hombres Alfabetos   | 394 777   | 31,7 |
| Mujeres Alfabetas   | 326 290   | 26,2 |
| Analfabetos         | 1 769 037 | 71,1 |
| Hombres Analfabetos | 850 578   | 68,3 |
| Mujeres Analfabetas | 919 094   | 73,8 |

## Fuente
- Censo de 1885 - INE
- Sobre el Censo de Población de 1885, consultar la obra de la historiadora Jenny Monsalve Neira "Retratos de nuestra identidad: Los Censos de población en Chile y su evolución histórica hacia el Bicentenario", publicado por el Instituto Nacional de Estadísticas en el año 2009: [Publicación "Retratos de nuestra identidad", en Biblioteca del Congreso Nacional: https://obtienearchivo.bcn.cl/obtienearchivo?id=documentos/10221.1/11200/1/Retratos%20de%20nuestra%20identidad.pdf

- Datos: Q5760491